# Hagensdorf im Burgenland
Hagensdorf im Burgenland (in ungherese Karácsfa) è una frazione in piena campagna del comune di Heiligenbrunn, situato nel Burgenland. La sua popolazione ammonta a circa 250-270 abitanti, dediti principalmente al turismo e all'agricoltura.

## Origini del nome
L'origine esatta del nome Hagensdorf non è nota, ma probabilmente deriva da un nome personale. Nel 1618 e nel 1626 il villaggio apparve nei documenti come "Hadestorff vel Hagensdorff" e nel 1773 come "Karácsfa-Hagensdorf" - un doppio nome che utilizza i toponimi ungherese e tedesco.
Il toponimo ungherese era originariamente villa Karachon (1221), poi Karachunfala (1369), Karachonfalua (1418, 1482) e dal 1773 Karácsfa. Il nome deriva dall'antico magiaro karácson (Festa di Natale) ed è probabilmente correlato ad un mercatino di Natale che si teneva nella zona.

## Geografia fisica
La località si trova nell'estremità sud-orientale del Burgenland meridionale, al confine con l'Ungheria, che lo confina a nord e a sud. Il fiume Strem e una fitta zona boschiva a sud costituiscono una barriera naturale verso la campagna vicina. A est si trova un'altra frazione del comune di Heiligenbrunn, Luising, e a ovest si trovano le città di Deutsch Bieling e Heiligenbrunn, entrambe facenti parte del comune.

## Storia
Hagensdorf viene menzionata in documenti del XIII secolo con il nome ungherese di Karachon, mentre l'attuale nome tedesco risale al XVII secolo.
A partire dal XVIII secolo, sotto la dinastia degli Asburgo, gli imperatori Leopoldo I, Giuseppe I e Carlo VI incentivarono una politica di insediamento delle popolazioni sveve nel Regno d'Ungheria. In tal modo, iniziò una sorta di germanizzazione del territorio ungherese, che veniva comunque a godere di fiorente economia agricola.
Alcuni svevi, a causa del cammino lungo e gravoso, decisero comunque di interrompere il loro viaggio ad Hagensorf, località vicinissima al confine linguistico tedesco-ungherese. Ancor oggi, il dialetto locale è molto differente rispetto alle parlate tedesche della zona.
Oggigiorno Hagensdorf è luogo di attrattiva di turismo verde grazie alla sua natura incontaminata. Tra l'altro, in questa località ha sede l'azienda vinicola familiare dell'attore austriaco Martin Weinek (noto al pubblico italiano per il ruolo dell'Ispettore Fritz Kunz ne Il commissario Rex), l'azienda è ricavata da una vecchia casa colonica ristrutturata e modernizzata sotto la direzione della signora Eva Weinek, la proprietà dei Weinek si aggira intorno ai tre ettari.

## Aree naturali
In questa zona cresce in buone condizioni la Fritillaria, diffusissima in tutta l'Europa Orientale.

## Monumenti e luoghi d'interesse

### Architetture militari
- Collina del cimitero di Hagensdorf-Luising: probabilmente tumulo precristiano, successivamente ampliato in fortificazione e utilizzato come tale fino al XIII secolo, ex sede della chiesa parrocchiale di HagensdorfCollina del cimitero Hagensdorf-Luising

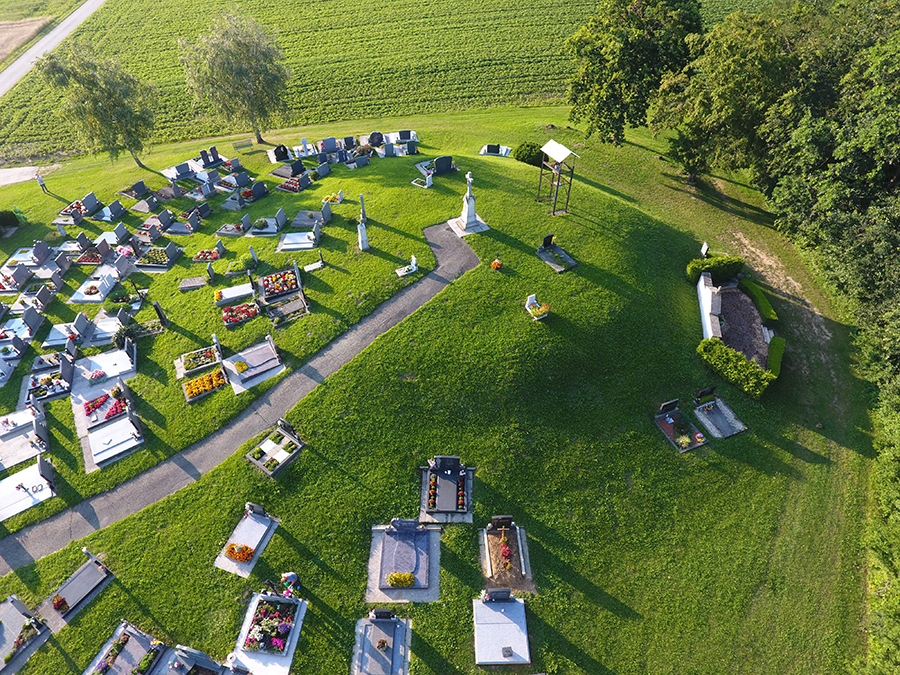
Collina del cimitero Hagensdorf-Luising

### Architetture religiose
- Canonica di Hagensdorf: storica casa parrocchiale della prima metà del XIX secolo, unico edificio sopravvissuto insieme alla chiesa parrocchiale di Hagensdorf al grande incendio del 1843.
- Chiesa dei Santi Cosma e Damiano di Hagensdorf: edificio ad aula classica del 1788, situato di fronte alla canonica

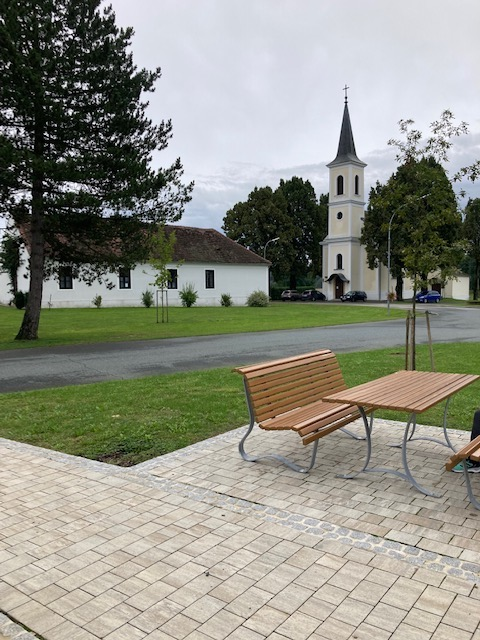
Chiesa parrocchiale e canonica Hagensdorf

- Cappella della Trinità: edificio in mattoni situato all'incrocio con Friedhofsweg con pilastri, frontoni triangolari e figure di santi[1]

### Sculture
- Monumento ai caduti: monumento in pietra naturale eretto nel 1926 con una croce e un gruppo di figure nello stile di una Pietà, si trova nell'area della chiesa[2]
- Croce lungo la strada: croce di legno sulla strada per il cimitero del 1997[3]
- Croce di pietra: situata nel vicolo sul retro[4]